# Dionizy Żabokrzycki
Dionizy Dymitr Żabokrzycki (ukr. Діонісій Жабокрицький) herbu Ułanicki (? – 1715) – prawosławny, a następnie unicki biskup łucko-ostrogski. Urodził się w Łucku w drugiej połowie XVII wieku. Ojciec był prawosławnym, a matka katoliczką.

## Życiorys
Studiował w Akademii Krakowskiej. Był podczaszym wilkomierskim. W 1674 r. sędzią kapturowym województwa wołyńskiego. Ożeniony z Marianną Niemierzycówną, primo voto Hulewiczową z Noryńska, miał dwoje dzieci - Benedykta Hrehorego oraz Mariannę, wydaną za Sąpławskiego. Po rozwodzie z żoną obrał stan duchowny. W latach 1677–1686 co roku był wybierany na starostę prawosławnego bractwa łuckiego. W 1684 r. został podwojewodzim kijowskim, a od 1691 r. także podstarościm krzemienieckim. Sprzyjał odnowieniu i wyposażeniu krzemienieckiego bractwa bohojawleńskiego. W 1693 r. został pisarzem ziemskim w Łucku. W 1695 r. po śmierci bpa Atanazego Szumlańskiego duchowieństwo, członkowie bractwa i szlachta eparchii łuckiej na następcę wybrały świeckiego szlachcica i przez króla Jana III Sobieskiego D. Żabokrzycki został mianowany prawosławnym biskupem łucko-ostrogskim. Dbał o należną edukację duchowieństwa i polepszenie stanu materialnego monasterów. W 1702 r. przyjął unię z diecezją (jako ostatni biskup prawosławny w Koronie, jedynie w Wielkim Księstwie Litewskim pozostała prawosławna diecezja połocka – władyctwo białoruskie). Gorliwie szerzył postanowienia unii.
W czasie wojny północnej po wejściu wojsk rosyjskich do Rzeczypospolitej doszło do buntu prawosławnych w jego diecezji. Chwilowo przebywał poza diecezją – w 1704 r. wyjechał do biskupa przemyskiego Jerzego Winnickiego, w 1705 r. był w obozie Stanisława Leszczyńskiego. W 1706 r. powrócił na Wołyń, ale oskarżony o występowanie przeciw wojskom rosyjskim w 1707 r. wyjechał na Węgry. Po powrocie do Łucka w 1708 roku próbowali go ująć przeciwnicy, tym razem ratował się ucieczką do obozu hetmana koronnego Adama Sieniawskiego. Na początku 1709 r. został ujęty i wydany Rosjanom, którzy przewieźli go do Kijowa, a w 1710 r. do Moskwy. Doznawał różnych przykrości i upokorzeń. Kuszony był możliwością powrotu na stolicę biskupią za cenę zerwania z unią – na co się nie zgodził. Został skazany na zesłanie i dożywotnie uwięzienie. Od 1711 r. przebywał na Wyspach Sołowieckich w miejscowym monasterze. W czasie zesłania przyjaźnie odnosili się do niego tamtejsi arcybiskupi chołmogórscy: Rafał (Krasnopolski) (ros. Рафаил Краснопольский) i Barnaba (Wołatkowski) (Василий Волатковский). Zmarł w 1715 r. na zesłaniu.